# خط طول 70° شرق
خط طول 70° شرق هو أحد خطوط الطول الجغرافية، والتي تمتد من القطب الشمالي الجغرافي إلى القطب الجنوبي الجغرافي، وحسب التحويل الزمني يتقدم خط طول 70° شرق عن خط غرينتش بـ4 ساعات و40 دقيقة.

## من القطب إلى القطب
ينطلق خط طول 70° شرق من القطب الشمالي نحو القطب الجنوبي مرورا بالمناطق التي ترد في الجدول التالي:
| الإحداثيات                         | البلد أو الإقليم أو البحر      | ملاحظات |
| ---------------------------------- | ------------------------------ | --- |
| 90°0′N 70°0′E / 90.000°N 70.000°E  | المحيط المتجمد الشمالي         | |
| 81°0′N 70°0′E / 81.000°N 70.000°E  | بحر كارا                       | |
| 73°11′N 70°0′E / 73.183°N 70.000°E | روسيا                          | Bely Island |
| 73°0′N 70°0′E / 73.000°N 70.000°E  | Malygina Strait                | |
| 72°52′N 70°0′E / 72.867°N 70.000°E | روسيا                          | |
| 55°11′N 70°0′E / 55.183°N 70.000°E | كازاخستان                      | |
| 41°47′N 70°0′E / 41.783°N 70.000°E | أوزبكستان                      | |
| 40°44′N 70°0′E / 40.733°N 70.000°E | طاجيكستان                      | |
| 40°14′N 70°0′E / 40.233°N 70.000°E | قرغيزستان                      | |
| 39°32′N 70°0′E / 39.533°N 70.000°E | طاجيكستان                      | |
| 37°33′N 70°0′E / 37.550°N 70.000°E | أفغانستان                      | |
| 34°3′N 70°0′E / 34.050°N 70.000°E  | باكستان                        | المناطق القبلية الخاضعة للإدارة الاتحادية                                                                                |
| 33°44′N 70°0′E / 33.733°N 70.000°E | أفغانستان                      | |
| 33°8′N 70°0′E / 33.133°N 70.000°E  | باكستان                        | Federally Administered Tribal Areas بلوشستان (باكستان) البنجاب (باكستان) Balochistan - لحوالي 10 km Punjab السند (إقليم) |
| 27°32′N 70°0′E / 27.533°N 70.000°E | الهند                          | راجستان |
| 26°35′N 70°0′E / 26.583°N 70.000°E | باكستان                        | Sindh |
| 24°10′N 70°0′E / 24.167°N 70.000°E | الهند                          | كجرات |
| 22°54′N 70°0′E / 22.900°N 70.000°E | المحيط الهندي                  | خليج كوتش |
| 22°35′N 70°0′E / 22.583°N 70.000°E | الهند                          | Gujarat |
| 21°12′N 70°0′E / 21.200°N 70.000°E | المحيط الهندي                  | |
| 49°9′S 70°0′E / 49.150°S 70.000°E  | أراض فرنسية جنوبية وأنتارتيكية | جزر كيرغولين |
| 49°43′S 70°0′E / 49.717°S 70.000°E | المحيط الهندي                  | |
| 60°0′S 70°0′E / 60.000°S 70.000°E  | المحيط الجنوبي                 | |
| 68°15′S 70°0′E / 68.250°S 70.000°E | القارة القطبية الجنوبية        | الإقليم الأسترالي في القارة القطبية الجنوبية, المطالب الإقليمية بالقارة القطبية الجنوبية by أستراليا                     |